# Fläckig kattfågel
För fågelarten Ailuroedus melanotis, se svartörad kattfågel
Fläckig kattfågel (Ailuroedus maculosus) är en fågel i familjen lövsalsfåglar inom ordningen tättingar.

## Utseende och läte
Fläckig kattfågel är en knubb tätting med smaragdgrön ovansida och olivgrön undersida med ljusa fläckar. En svart fläck syns även under det mörkröda ögat. Lätet är välkänt, ett kattlikt jamande.

## Utbredning och systematik
Arten förekommer i östra Queensland i Australien från Atherton Tablelands till Burdekin River. Tidigare betraktades den som en del av Ailuroedus melanotis.

## Levnadssätt
Fläckig kattfågel hittas i regnskog. Där hittas den i de mellersta och övre skikten.

## Status
IUCN erkänner den ännu inte som art, varför dess hotstatus inte bedömts.